# Renato Casarotto
Renato Casarotto (Arcugnano, 1948-K2, 16 de julio de 1986) fue un alpinista italiano.

## Vida
Este alpinista vicentino se encontró entre los más fuertes del filón clásico, completo y dedicado a la escalada invernal, amó la investigación y la exploración. Dotado de resistencia, paciencia y constancia. Renato Casarotto se enamoró del alpinismo durante el servicio militar en el Cadore, frecuentando en el 1968 un recorrido de roca. Realizó notables empresas en los Dolomitas orientales, dedicándose en particular a los ascensos en solitario.
En el año 1973 conoció a Goretta Traverso, joven animosa que no procedía del mundo de la montaña, pero que fue esencial en todas sus expediciones posteriores, y dos años después se casaron.
Sus expediciones (Alpes, Andes, Alaska, Karakórum) estuvieron plagadas de éxitos: desde la cima de la Busazza en los Dolomitas, a los largos ascensos y encadenamientos en el Mont Blanc en solitario y en invierno; después el Denali, en Estados Unidos, el Fitz Roy en la Patagonia, el Huascarán en Perú; el Broad Peak, siempre en solitario, donde para evitar la congelación pasó la noche en pie a una altitud de 7.500 m s. n. m.
Considerado un gran maestro de la estación fría, venció paredes incrustadas de hielo en condiciones peligrosas y exasperantes. Aunque su esposa, Goretta no fuese alpinista, en el año 1985 siguió a Casarotto en el Gasherbrum II, siendo así la primera mujer italiana en escalar un ochomil.
En el año 1986 acudió al K2 para intentar resolver por tercera vez el codiciado problema del Himalaya: la Magic Line. Pero a sólo 300 metros de la cima prefirió prudentemente renunciar a causa de un cambio en las condiciones atmosféricas. En el descenso, ya a salvo de las mayores dificultades técnicas, un puente de nieve cedió y cayó en una grieta de 40 metros de profundidad, a sólo veinte minutos del campamento base. Se las arregló para dar la alarma por radio y se le acercaron los italianos del grupo de Quota 8000, que seguían el descenso desde la distancia con binoculares y lo habían visto desaparecer en la grieta. Aún estaba vivo, pero gravemente herido. La noche transcurrió febrilmente, con el equipo de rescate que esforzándose en sacarlo a la superficie.
Casarotto intentó dar algunos pasos, pero casi inmediatamente se desplomó sobre su mochila, muriendo poco después debido a las numerosas hemorragias internas, entre los brazos de Gianni Calcagno. Era el 16 de julio de 1986 y Casarotto tenía sólo 38 años. Fue enterrado en una grieta, para devolverlo a la montaña que le había resultado fatal.
Después de 17 años, el lento fluir del glaciar dejó emerger los restos, que se recuperaron el 2 de octubre de 2003 por un grupo de escaladores catalanes que lo llevaron al Memorial Gilkey. La mujer, preguntada más tarde, mostró gratitud por el gesto.

## Logros de montaña
Aquí se recoge la larga lista de las realizaciones (primeras y repeticiones) de Renato Casarotto:

### Libros de Renato Casarotto
- 1986 - Oltre i venti del nord. Dall'Oglio Editore

### Libros sobre Renato Casarotto
- 1996 - Goretta Traverso. Goretta e Renato Casarotto, una vita tra le montagne, De Agostini